# Василий Талаш
Василий Исаакович Талаш (на беларуски: Васіль Ісакавіч Талаш), известен още като Дед Талаш (25 декември 1844, Мозирски окръг, Минска губерния – 23 август 1946, Минск), е участник в партизанското движение в Съветско-полската и Великата отечествена война, национален герой на Беларус, герой на Якуб Колас в разказа Drygva („Блатото“). Той е може би най-възрастният участник във Великата отечествена война.

## Биография
Роден е на 25 декември 1844 г. в село Белка, Мозирски окръг (сега част от град Петриков, Гомелска област), в беларуското Полесие, където прекарва по-голямата част от живота си.
След началото на съветско-полската война, въпреки липсата на военен опит, участва във военни действия на страната на РСФСР. През 1919 г. създава партизански отряд за борба срещу полските войски. В края на ноември 1919 г. в Новоселки спира екип от полски моряци, които по заповед трябв да разширят военната си флотилия в района на Припят. Съвместна атака на отряд от червеноармейци и партизани унищожава всички моряци в Новоселки. Самият Талаш е разузнавач на 2-ри батальон от 417-и стрелкови полк на 47-а стрелкова дивизия на Червената армия. Той се разболява от рецидивираща треска и е изпратен в болница в Гомел. След ново обостряне на болестта той се озовава в болница на първа линия в Калинковичи.
След войната става председател на Новоселковския селски съвет и делегат на VIII конгрес на съветите на района на Полесие. От документите е известно, че Талаш многократно, в продължение на няколко години, се обръща към съветските власти с искане да бъде награден с Ордена на Червеното знаме. Сътрудничи на ЧК, помагайки за разкриването на чужди шпиони и диверсанти. Известно време той тероризира Колас, като иска част от хонорара за „Блатото“. В същото време, през 1936 г., Василий Талаш не се регистрира в колхоза и живее като индивидуален фермер.
Според някои източници след началото на Великата отечествена война той е арестуван два пъти от германците, но и двата пъти германците го освобождават. Според една версия той се присъединява към партизански отряд в края на 1942 г. Според друга, цитирана в доклада на ръководителя на НКВД на Вилейска област Владимир Пронин до секретаря на ЦК на Комунистическата партия (болшевики) на Беларус Григорий Ейдинов, Талаш се съгласява да се присъедини към партизаните само в замяна на хектар сенокос. През януари 1943 г. той е изпратен със самолет от остров Зислав, Любанско, на континента.
В Москва той посещава фабрики, заводи, държавни учреждения и военни части с пропагандни разкази за бойните дела на беларуските партизани. Живее в хотел „Москва“, където се запознава с Якуб Колас. Тази среща е заснета. В края на 1943 г. се завръща в новоосвободената Новобелица, покрайнините на Гомел. След това в родното си село Новоселки, където живее до края на живота си.
Умира на 102-годишна възраст на 23 август 1946 г. Погребан е на Петриковското градско гробище; на гроба му е издигнат паметник. Отглежда трима сина (Дмитрий, Даниил) и две дъщери (Анастасия и Анна).

## Награди и титли
- Орден на Червеното знаме (1928);
- Орден на Отечествената война 1-ви клас (1 януари 1944 г.) – в чест на 25-годишнината на Белоруската ССР, за постижения в развитието на икономиката, културата, науката и изкуството на беларуския народ и за изключителни успехи в организирането на партизанската борба срещу нацистките нашественици;[4]
- Медал „На партизаните от Отечествената война“ 1-ва степен;
- Знак „За дългогодишна и безупречна служба в държавната защита на горите на СССР“.

## Интересни факти
В романа „Блатото“ дядо Талаш се казва Григорий. В творбата имената на синовете му са променени: по-младият Панас всъщност се казва Дмитрий, а по-големият Максим се казва Даниил.
Якуб Колас не е бил лично запознат с В. И. Талаш, докато пише „Блатото“.

## Памет
- Дядо Талаш става герой на известната история на Якуб Колас „Блатото“.
- През 1939 г. композиторът Анатолий Богатирьов създава операта „В горите на Полесия“.
- Паметникът на дядо Талаш е издигнат в Минск като част от композицията на площад „Якуб Колас“.
- Паметник на дядо Талаш в Петриков, в градския парк (монтиран през 1958 г.). Скулптор: З. Азгур.
- Улици в Минск и Петриков са кръстени на дядо Талаш.
- В село Новоселки се намира Къща-музей на дядо Талаш[5] – филиал на Петриковския историко-краеведски музей.
- През 2011 г., въз основа на разказа „Блатото“, е заснет 4-сериен игрален филм „Талаш“ (режисиран от Сергей Шулга, Беларусфилм, с Генадий Гарбук в ролята на дядото Талаш).
- В романа Muos на вселената Metro 2033, който разказва за постядрения Минск, има герой Талаш – стогодишен лидер на партизаните. Подобно на истинския си прототип, този Талаш е почитан от населението на метрото[ неясно? ] като национален герой освободител.